# Дапоксетин
Дапоксетин (Priligy), є селективним інгібітором зворотного захоплення серотоніну (СІЗЗС), який використовується для лікування передчасної еякуляції (ПЕ) у чоловіків віком 18–64 років. Дапоксетин діє шляхом пригнічення транспортера серотоніну, посилення дії серотоніну в постсинаптичній щілині і, як наслідок, сприяння затримці еякуляції. Будучи членом сімейства селективних інгібіторів зворотного захоплення серотоніну (СІЗЗС), дапоксетин спочатку створювався як антидепресант. Проте, на відміну від інших СІЗЗС, дапоксетин швидко всмоктується та виводиться з організму. Його властивість швидкої дії робить його придатним для лікування ПЕ, але не як антидепресант.
Спочатку створений фармацевтичною компанією Eli Lilly, дапоксетин був проданий Johnson & Johnson у 2003 році та поданий як нова заявка на лікарський засіб(New Drug Application) до Управління з контролю за продуктами та ліками для лікування ПЕ в 2004 році. Дапоксетин продається в кількох країнах Європи та Азії, а також у Мексиці. У США дапоксетин знаходиться на III фазі розробки. У травні 2012 року американська компанія Furiex Pharmaceuticals досягла угоди з ALZA Corp і Janssen Pharmaceutica про продаж дапоксетину в США, Японії та Канаді, одночасно продаючи права на продаж препарату в Європі, більшості країн Азії, Африки, Латинської Америки, і Близький Схід до Менаріні.

## Медичне використання

### Передчасна еякуляція
Рандомізовані подвійні сліпі плацебо-контрольовані дослідження підтвердили ефективність дапоксетину для лікування ПЕ. Різні дози мають різний вплив на різні типи ПЕ. Дапоксетин 60 мг значно покращує середній час затримки інтравагінальної еякуляції (IELT) порівняно з дапоксетином 30 мг у чоловіків з ТЕЛА протягом усього життя, але різниці не спостерігається у чоловіків з набутою ТЕЛА. Дапоксетин, призначений за 1–3 години до сексуального епізоду, подовжує IELT і підвищує відчуття контролю та сексуального задоволення у чоловіків віком від 18 до 64 років з ПЕ. Оскільки ПЕ асоціюється з особистим дистресом і труднощами у взаємовідносинах, дапоксетин допомагає чоловікам з ПЕ подолати цей стан. Оскільки в США та деяких інших країнах не має препаратів, схвалених спеціально для лікування ТЕЛА, інші СІЗЗС, такі як флуоксетин, пароксетин, сертралін, флувоксамін і циталопрам, використовувалися не за призначенням для лікування ТЕЛА. Мета-аналіз Waldinger показує, що використання цих звичайних антидепресантів підвищує IELT у два-дев'ять разів порівняно з базовим рівнем у три-вісім разів, коли використовується дапоксетин. Однак для досягнення значної ефективності ці СІЗЗС може знадобитися вживати щодня, а їх порівняно довший період напіврозпаду збільшує ризик накопичення препарату та відповідного посилення побічних ефектів, таких як зниження лібідо. Дапоксетин, однак, зазвичай класифікується як швидкодіючий СІЗЗС. Він швидше засвоюється і в основному виводиться з організму впродовж декількох годин. Така фармакокінетика є більш сприятливою, оскільки вона може мінімізувати накопичення ліків в організмі, звикання та побічні ефекти.

### Депресія і тривога
Хоча спочатку дапоксетин вважався неефективним у планованому застосуванні як антидепресант, останнім часом досліджували дапоксетин як можливу допомогу в одному з підходів до лікування депресії, зосередженого на зниженні стресу, на основі тваринної моделі депресії.

## Протипоказання
Дапоксетин не слід застосовувати чоловікам із помірною та тяжкою печінковою недостатністю та тим, хто приймає інгібітори CYP3A4, такі як кетоконазол, ритонавір і телітроміцин. Дапоксетин також не можна застосовувати пацієнтам із серцевою недостатністю, постійним кардіостимулятором або іншою значною ішемічною хворобою серця. Чоловікам, які отримують тіоридазин, інгібітори моноаміноксидази, СІЗЗС, інгібітори зворотного захоплення серотоніну-норадреналіну або трициклічні антидепресанти, слід бути обережними. Якщо пацієнт припиняє вживати один з цих препаратів, йому слід почекати 14 днів, перш ніж вживати дапоксетин. Якщо пацієнт припиняє приймання дапоксетину, йому слід почекати 7 днів, перш ніж вживати ці препарати.

## Побічні ефекти
Найбільш поширеними небажаним ефектами при прийманні дапоксетину є нудота, запаморочення, сухість у роті, головний біль, діарея та безсоння. Показники припинення лікування через побічні ефекти та витрати дуже високі. Нещодавнє дослідження в Азії показало, що сукупні показники припинення впродовж одного року досягають 87 %. На відміну від інших селективних інгібіторів зворотного захоплення серотоніну, що використовуються для лікування депресії, які асоціюються з високою частотою сексуальної дисфункції, дапоксетин асоціюється з низьким рівнем сексуальної дисфункції. Дапоксетин, який вживають за потреби, має дуже слабкі побічні ефекти у вигляді зниження лібідо (<1 %) та еректильної дисфункції (<4 %).

### Передозування
Під час клінічних досліджень не було зареєстровано жодного випадку передозування препаратом.

### Взаємодії

#### З інгібіторами фосфодіестерази (інгібітори ФДЕ5)
Багато чоловіків, які мають ПЕ, також страждають від еректильної дисфункції (ЕД). При лікуванні таких пацієнтів слід враховувати лікарську взаємодію між дапоксетином та інгібіторами ФДЕ5, такими як тадалафіл (Сіаліс) або силденафіл (Віагра). У дослідженні Dresser (2006) було отримано концентрацію в плазмі 24 суб'єктів. Половина пулу зразків була оброблена дапоксетином 60 мг плюс тадалафіл 20 мг; іншу половину лікували дапоксетином 60 мг плюс силденафіл 100 мг. Потім ці зразки плазми аналізували за допомогою рідинної хроматографії та тандемної мас-спектрометрії. Результати показали, що дапоксетин не змінює фармакокінетику тадалафілу чи силденафілу.

#### З етанолом
Етанол не впливає на фармакокінетику дапоксетину при одночасному прийманні.
Механізм, за допомогою якого дапоксетин впливає на передчасну еякуляцію, досі невідомий, але вважається, що дапоксетин працює шляхом інгібування транспортера серотоніну та подальшого посилення дії серотоніну на пре- та пост- синаптичні рецептори. Еякуляція людини регулюється різними ділянками центральної нервової системи (ЦНС). Шлях еякуляції бере початок від спинномозкового рефлексу на грудопоперековому та попереково-крижовому рівнях спинного мозку, що активується подразниками чоловічих статевих органів. Ці сигнали передаються до стовбура мозку, на який потім впливає низку ядер у мозку, таких як медіальне преоптичне та паравентрикулярне. Дослідження Клемента, проведене на анестезованих щурах-самцях, показало, що різке введення дапоксетину пригнічує рефлекс вигнання еякуляції на супраспінальному рівні шляхом модуляції активності нейронів латерального парагігантоцелюлярного ядра (LPGi). Ці ефекти викликають збільшення затримки рефлекторного розряду пудендального мотонейрона (PMRD), хоча неясно, чи діє дапоксетин безпосередньо на LPGi чи на низхідний шлях, у якому знаходиться LPGi.

## Фармакокінетика

### Всмоктування
Дапоксетин — біла порошкоподібна речовина, нерозчинна у воді. Прийнятий за одну-три години до сексуальної активності, він швидко засвоюється в організмі. Його максимальна концентрація в плазмі крові (Cmax) досягається через одну-дві години після перорального прийому. Cmax і ППФКК, AUC) (площа під кривою залежності плазми від часу) залежать від дози. Cmax і Tm (час, необхідний для досягнення максимальної концентрації в плазмі) після разових доз дапоксетину 30 мг і 60 мг дорівнюють 297 і 498 нг/мл через 1,01 та 1,27 години відповідно. Їжа з високим вмістом жиру трохи знижує Cmax, але це незначно. Насправді їжа не змінює фармакокінетику дапоксетину. Його можна приймати незалежно від прийому їжі.

### Розподіл
Дапоксетин швидко всмоктується і розподіляється в організмі. Понад 99 % дапоксетину зв'язується з білками плазми. Середній рівноважний об'єм становить 162 л. Його початковий період напіввиведення становить 1,31 години (30 доза мг) і 1,42 години (60 мг), а кінцевий період напіввиведення становить 18,7 години (30 доза мг) і 21,9 години (60 доза мг).

### Метаболізм
Дапоксетин інтенсивно метаболізується в печінці та нирках за участю багатьох ферментів, таких як CYP2D6, CYP3A4 і флавінмонооксигеназа 1. Основним продуктом наприкінці метаболічного шляху є циркулюючий N-оксид дапоксетину, який є слабким СІЗЗС і не сприяє клінічному ефекту. Іншими продуктами, представленими в плазмі менше ніж 3 %, є десметилдапоксетин і дидесметидапоксетин. Дезметилдапоксетин приблизно еквівалентний дапоксетину.

### Виділення
Метаболіти дапоксетину швидко виводяться із сечею з кінцевим періодом напіврозпаду 18,7 та 21,9 години для разової дози 30 мг і 60 мг відповідно.

## Безпека і переносимість

### Серцево-судинна безпека
Серцево-судинний профіль безпеки дапоксетину ретельно вивчався під час розробки препарату. Дослідження фази I показали, що дапоксетин не має ані клінічно значущого електрокардіографічного ефекту, ані ефекту відстроченої реполяризації, при дозі, що в чотири рази перевищує максимальну рекомендовану дозу, яка становить 60 мг Дослідження III фази за участю чоловіків з ТЕЛА показали безпечність і добру переносимість дапоксетину в дозах 30 і 60 мг Серцево-судинних побічних ефектів не виявлено.

### Нейрокогнітивна безпека
Дослідження СІЗЗС у пацієнтів із серйозними психічними розладами доводять, що СІЗЗС потенційно пов'язані з певними нейрокогнітивними побічними ефектами, такими як тривога, акатизія, гіпоманія, зміни настрою або суїцидальні думки. Дослідження впливу СІЗЗС у чоловіків з ПЕ не проводилися. Дослідження Макмехона в 2012 році показало, що дапоксетин не впливає на настрій і не пов'язаний з тривогою або суїцидальністю.

### Абстинентний синдром
Частота симптомів синдрому відміни антидепресантів у чоловіків, які використовують дапоксетин для лікування ПЕ, була описана рецензентами як низька або не відрізняється від частоти таких симптомів у чоловіків, які припинили лікування плацебо. Відсутність хронічної серотонінергічної стимуляції за допомогою дапоксетину за потреби мінімізує потенціювання дії серотоніну на синаптичну щілину, таким чином зменшуючи ризик появи симптомів відміни.

## Синтез

Синтез дапоксетину

В даний час використовується дуже мало методів синтезу (S)-дапоксетину. Цей новий підхід складається лише з шести кроків, три основні кроки яких показано вище. Вихідним реагентом є транс -коричний спирт, комерційно доступний. Для отримання очікуваного (S)-дапоксетину використовували асиметричне епоксидування Шарплеса та реакцію Міцунобу. Загальний вихід 35 %. Цей метод вважається хорошим вибором порівняно з відомими методами завдяки високому виходу та легкодоступним реагентам.

## Нормативна історія
Дапоксетин був створений Елі Ліллі та перебуває у фазі I клінічних випробувань як антидепресант. Однак він ніколи не працював як ліки для лікування депресії, і був відкладений на деякий час, перш ніж згодом був розроблений для лікування ПЕ. У грудні 2003 року Eli Lilly продала патент на дапоксетин компанії Pharmaceutical Product Development (PPD) за 65 мільйонів доларів США. Eli Lilly також може отримати виплату роялті від PPD, якщо продаж перевищує певну суму. Дослідження ефективності дапоксетину було переглянуто в 2020 році.
ALZA є поточним власником дапоксетину, але PPD отримуватиме від ALZA проміжні платежі та гонорари за ліки. У разі схвалення дапоксетин продаватиметься в США компанією Ortho McNeil pharmaceutical, Inc. Ortho McNeil і Janssen-Ortho Inc або Janssen-Cilag є підрозділами Johnson & Johnson. Станом на 2005 рік дапоксетин перебував у III фазі клінічних випробувань, очікуючи на розгляд FDA.
Дапоксетин продається та схвалений у більш ніж 50 країнах. Дапоксетин був схвалений в Італії, Іспанії, Мексиці, Південній Кореї та Новій Зеландії в 2009 і 2010 роках; продається в Швеції, Австрії, Німеччині, Фінляндії, Іспанії, Португалії та Італії. Він також був схвалений у Франції, Росії, Малайзії, Філіппінах, Аргентині та Уругваї.